# Leonard Stokes
Leonard Stokes (Buffalo, 9 aprile 1981) è un ex cestista statunitense, professionista nella D-League.

## Palmarès
- 2 volte campione NBDL (2004, 2005)